# Photoscotosia dejuncta
Photoscotosia dejuncta là một loài bướm đêm trong họ Geometridae.